# FanFiction.Net
 (novembre 2017).
Si vous disposez d'ouvrages ou d'articles de référence ou si vous connaissez des sites web de qualité traitant du thème abordé ici, merci de compléter l'article en donnant les références utiles à sa vérifiabilité et en les liant à la section « Notes et références ».
FanFiction.Net, souvent abrégé en FF.Net ou FFN, est un site internet dynamique de fanfictions. Créé en 1998, il était en 2014 le plus grand recueil de fanfictions[réf. souhaitée], publiées dans près de trente langues différentes, et comptait près de 2,2 millions d'utilisateurs enregistrés.
Le site est affilié à FictionPress.com, qui publie des contenus originaux (à l'inverse des fanfictions).
Le site se divise en neuf catégories qui sont anime/manga, livres, dessins animés, divers, jeux, bandes dessinées, films, pièces/musicales et émissions télévisées. Le site inclut aussi une catégorie crossover, ajoutée le 27 mars 2009. Le site est actuellement[Quand ?] banni d'Indonésie et de Malaisie.
Le site est également disponible en application pour Android  et pour IOS .
On peut retrouver en ligne différents sites Internet qui permettent de bien comprendre le fonctionnement du site Fanfiction.Net que ce soit en tant que lecteur mais aussi en tant qu'auteur.